# 中港車身製造廠

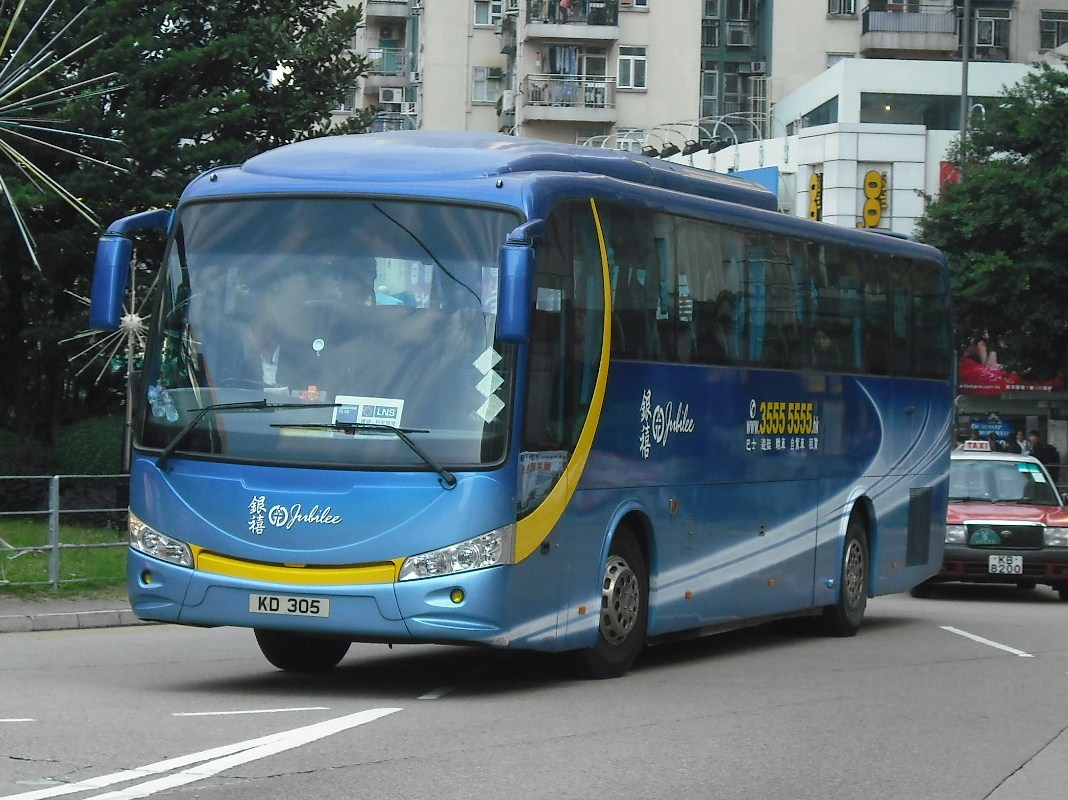
一輛配中港之星車身的2006年五十鈴LV423R旅遊巴

中港車身製造廠（英語：China Kong Auto Body Builders Co., Ltd.）是香港一間巴士車身承造商，成立於1993年，廠房和辦事處均設於新界元朗區錦田錦上路吳家村。主要為各類型巴士如廠巴、校巴及豪華旅遊巴士及特殊車輛及特殊車輛提供專業設計及裝嵌車身的工程，具四十多年豐富經驗。2004年，榮獲瑞典紳佳巴士總廠認可為亞洲區合格車身承造商。

## 歷史
1993年，中港車身製造廠老闆吳家榮在錦田吳家村正式成立中港車身製造廠。
2000年3月尾，中港首輛出售國外的旅遊巴士運抵印度。
2004年，中港車身製造廠獲斯堪尼亞汽車認可為亞洲區合格車身承造商。
2007年，中港車身製造廠與成都新大地汽車有限責任公司成立中外合資企業－玉林市港福之星汽車裝飾工程有限公司，並投資5億元在中國廣西壯族自治區玉林市福綿管理區一幅面積達126畝的土地興建廠房，生產出口到歐洲的巴士車身，年產量達1000-2000套巴士車身。車廠在2008年開始投產。
2008年，一輛配中港車身的粵港直通巴從內地駛回香港時於廣深高速公路發生嚴重交通意外，除司機傷重不治外，車上11名乘客只受輕傷。事後中港車身廠老闆特意將肇事巴士拖回車廠展示以證明其出品可靠。

## 產品
中港車身製造廠自成立以來推出多款巴士車身，以下為車身列表（部分非標準車身並不包括在內）：

### 現有產品
註：粗體為現時最暢銷車身款式
- 中港先鋒I（China Kong Pioneer I，2010年推出）
- 中港先鋒II／TPS（China Kong Pioneer II/TPS，2011年推出）
- 中飛一型（與佛山市飛馳汽車製造有限公司合作研發，2014年推出）
- 中飛之星（與佛山市飛馳汽車製造有限公司合作研發，外型與中港先鋒I相似，2016年推出）
- CK2021（2021年推出）

### 訂造產品
- 斯堪尼亞L94UB型車身（2003年推出，共生產4套）

### 過去產品
- CK1993
- CK1995
- CK1998
- CK1999
- CK2000
- CK2000 Facelift
- CK2004
- CK2005
- CK2008
- 中港之星（China Kong Star，2004年推出）

## 競爭對手
- 捷聯車身工程
- 亞洲車身工程

## 圖片

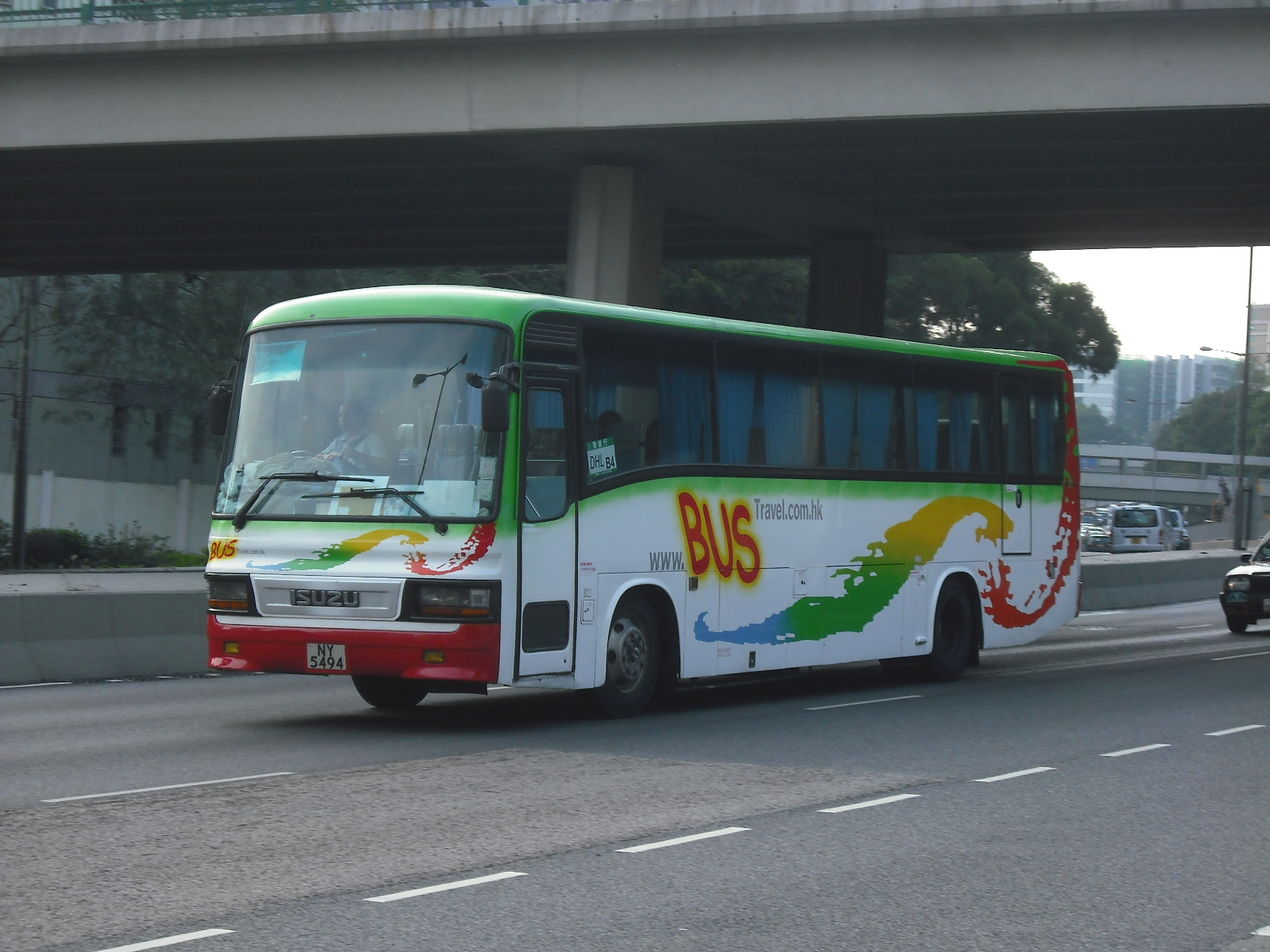
配中港CK1998車身的五十鈴LT132P型旅遊巴
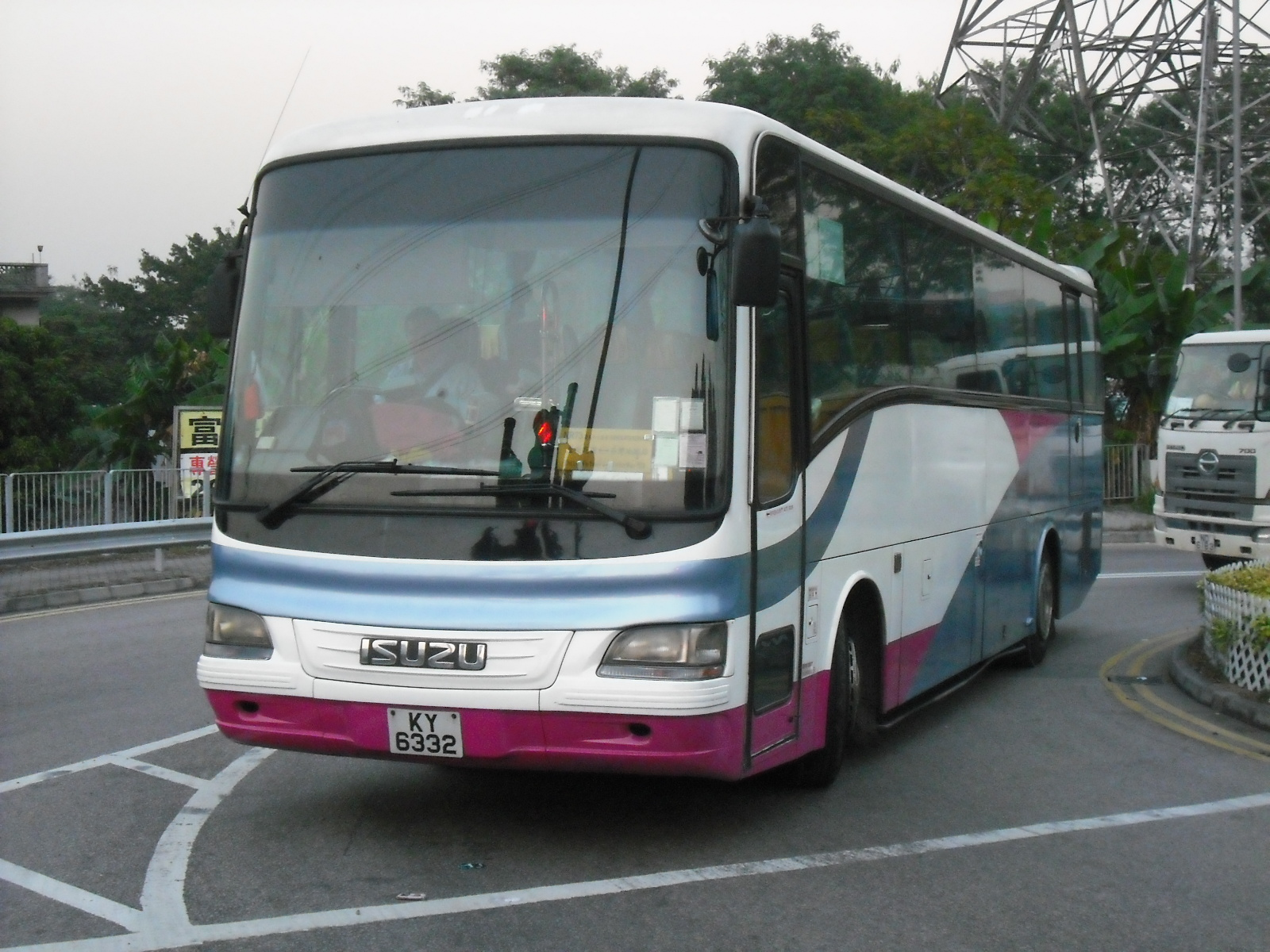
配中港CK2000車身的2003年五十鈴LT134P型旅遊巴
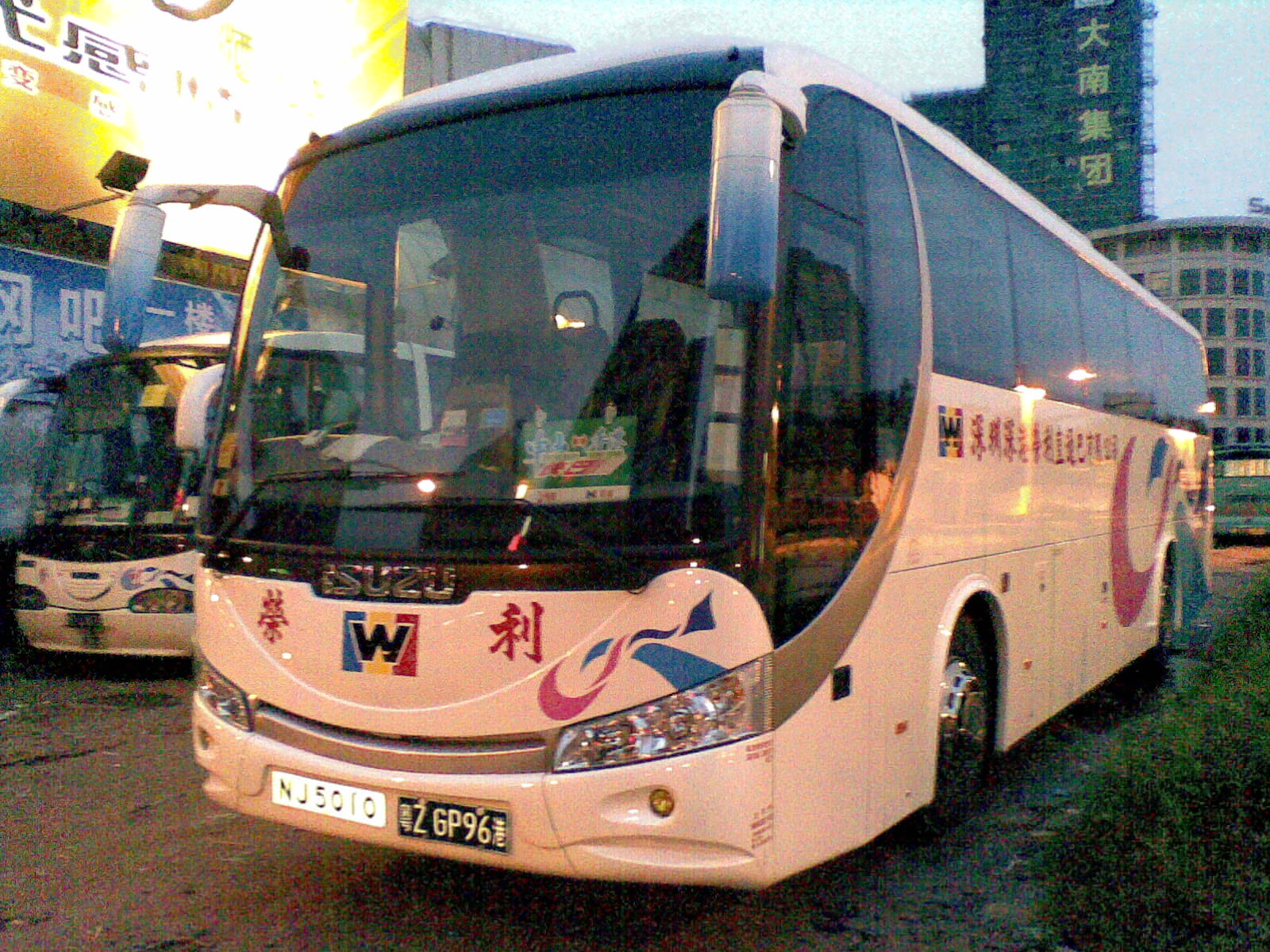
配中港之星車身的五十鈴LV423R型過境巴士